# 成瀬正勝
成瀬 正勝（なるせ まさかつ、1906年2月25日 - 1973年11月17日）は、日本の作家、文芸評論家、国文学者。筆名は雅川 滉（つねかわ ひろし）。

## 人物
尾張藩付家老・犬山藩主成瀬正成の末裔で（同名の旗本成瀬正勝は正成の弟）、成瀬家11代当主、華族であった。10代当主・成瀬正雄（1869年9月9日 - 1949年8月23日）の長男。称号(現 学位)は文学士（東京帝国大学）。
東京府東京市麹町区生まれ。1926年、東京帝国大学国文科入学、雅川滉の名で評論を書き始める。1929年卒業。第9次、第10次『新思潮』同人。ついで『文藝都市』、『近代生活』の同人、1930年、新興芸術派の立場から「藝術派宣言｣を『新潮』4月に発表した。1938年、日本大学予科教授になるが2か月で退職、戦後は1951年に東洋大学教授、1955年に東京大学教養学部教授に就任、1966年に定年ののち成蹊大学教授を務めた。
毒舌をもって鳴らし、1971年に『演劇界』で歌舞伎劇評を担当した際、河竹登志夫の劇評を批判し、作者の子孫だから褒め劇評を書くのだろうと評し、のちに河竹が怒りを表明している（『殿様失格』および河竹『作者の家』）。

## 親族
父の成瀬正雄は子爵で同労舍活版所社長、犬山銀行頭取、母は旧松尾藩主で子爵の太田資美の四女・倉子。父方叔母の三千代は侯爵中山孝麿の妻。
妻は母方いとこの文子（太田資美の長男で子爵である資業の娘）。文子の母方祖父は下野足利藩元藩主で子爵の戸田忠行。
長男は12代当主成瀬正俊。孫に13代当主成瀬正浩、公益財団法人『犬山城白帝文庫』理事長成瀬淳子、貸本漫画研究者の成瀬正祐がいる。

## 著書
- 文学以前 雅川滉 （東学社、1934年）
- 明治文学管見 （野田書房、1936年）
- 森鴎外覚書 （万里閣、1940年 のち中公文庫）
- 現代国語の新研究 （三省堂、1965年）
- 明治の時代 （講談社現代新書、1967年）
- 殿様失格 （明治書院、1975年）

## 編著
- 近代文学 明治篇 （弘道館、1954年）
- 近代日本文学史 （角川書店、1957年）
- 昭和文学十四講 （右文書院、1966年）
- 大正文学の比較文学的研究（退官記念論集） （明治書院、1968年）